# Alexandre Gomes
Alexandre Gomes de Souza Luz (Curitiba, 24 de julho de 1982) é um jogador de pôquer profissional brasileiro.

## Biografia
Foi o primeiro brasileiro a tornar-se campeão de um evento da WSOP - World Series of Poker, em 2008, fato igualado apenas por André Akkari, em 2011 e Thiago Decano, em 2015 e Felicio em 2018.
Desde o histórico título, Gomes seguiu conquistando resultados expressivos, tornando-se o jogador mais bem-sucedido do poker brasileiro. No segundo semestre de 2008 chegou em uma mesa final do LAPT - Latin American Poker Tour, de Punta del Este, terminando com a quarta colocação. Em janeiro de 2009, outra quarta colocação, mas desta vez em um dos mais importantes torneios do calendário internacional - o PCA - Pokerstars Caribbean Adventure, nas Bahamas. Meio ano depois, ao final da temporada 2009 da WSOP, Gomes registrou-se numa das mais duras etapas do WPT - World Poker Tour, realizada no Bellagio, em Las Vegas. Terminou vencendo o evento, assim sagrando-se também o primeiro brasileiro a vencer um WPT.
Durante cerimônia realizada em São Paulo pela Revista Flop, no início de 2009, Alexandre Gomes foi votado como Jogador do Ano e Melhor Jogador de Torneios Live, no Prêmio Flop 2008. Devido aos seus grandes títulos, já foi por duas vezes matéria de capa tanto da Flop como da revista CardPlayer Brasil.
Em 2009 criou o site TV Poker Pro, junto com os jogadores brasileiros André Akkari e Gualter Salles, companheiros do Team PokerStars. Neste site, os proprietários disponibilizam vídeos educacionais aos assinantes, ensinando suas estratégias e processos de tomadas de decisões à mesa. Além disso, há uma seção que mostra o dia-a-dia de muitos jogadores brasileiros de renome, geralmente com material gravado nos mais importantes torneios nacionais e internacionais.
Em 2011 Alexandre Gomes quase fez história novamente ao chegar perto de ser um dos pouquíssimos jogadores a possuir a tríplice coroa do poker (em inglês) (WSOP, WPT, EPT), mas acabou caindo em 7º no EPT - Madrid.
Em julho de 2011, Alexandre anunciou sua saída do Team Poker Stars Pro. Depois de três anos jogando como representante do site Poker Stars ele anunciou seu desligamento alegando desinteresse em manter-se atrelado ao tipo de contrato que possuía com a empresa. 
Em 2018, novamente Alexandre Gomes quase conquista a tríplice coroa do poker (em inglês) (WSOP, WPT, EPT) mas ficou em 5º no EPT - Sochi.

## Principais resultados
| Ano  | Local          | Torneio                                                            | Entrada (Buy-in) | Posição | Prêmio     |
| ---- | -------------- | ------------------------------------------------------------------ | ---------------- | ------- | ---------- |
| 2019 | Torneio Online | PokerStars: Winter Series #53 High NLHE 8-Max Turbo Progressive KO | $1.050           | Campeão | $50.237    |
| 2018 | Sochi          | EPT Sochi Open Main Event                                          | $2.010           | 5º      | $58.843    |
| 2018 | Argentina      | Super High Roller Iguazu                                           | $5.000           | 2º      | $150.000   |
| 2015 | Torneio Online | PokerStars: Sunday Million                                         | $215             | 7º      | $30.929    |
| 2012 | Torneio Online | PokerStars: SCOOP-01 NL Hold'em [6-Max]                            | $2.100           | Campeão | $282.240   |
| 2011 | Espanha        | EPT Grand Final, Madrid - Main Event                               | €10.000          | 7º      | $274.583   |
| 2009 | Estados Unidos | WPT - Bellagio Cup V - Championship Event                          | $15.000          | Campeão | $1.187.670 |
| 2009 | Bahamas        | PCA - EPT Main Event                                               | $9.700           | 4º      | $750.000   |
| 2008 | Uruguai        | LAPT - Punta del Este                                              | $2.500           | 4º      | $68.100    |
| 2008 | Torneio Online | PokerStars: Wednesday Hundred Fifty Grand                          | $320             | Campeão | $65.333    |
| 2008 | Estados Unidos | WSOP - Event 48 - No Limit Hold'em                                 | $2.000           | Campeão | $770.540   |
| 2006 | Estados Unidos | WSOPC - Championship Event                                         | $4.900           | 2º      | $202.433   |